# Neutron Star Collision
Neutron star collision (Love is Forever) — сингл британського рок-гурту Muse, який є саундтреком для фільму «Сутінки. Сага: Затемнення». Вийшов 17 травня 2010 року. Ця пісня не входить в жоден офіційний альбом цієї групи.
Отримав  статус золотого у Італії (FIMI).

## Історія
Пісня була записана в Каліфорнії, в квітні 2010 року, після того, як група не змогла записати її в Австралії на початку року, як планувалося спочатку. Першою оголосила про випуск синглу Стефані Майєр на своєму вебсайті. BBC Radio 1 транслював пісню повністю в 19:30 (за Гринвічем) в понеділок 17 травня 2010 рік а, в цей час ведучий Зейн Лоу брав інтерв'ю у соліста групи — Мета Белламі. В інтерв'ю Белламі сказав, що пісня була записана після розриву з його подругою в 2009 році. 30-секундний превью кліпу з'явився на офіційному сайті MTV 18 травня, а 20 травня — повний кліп.